# Rosano (Rignano sull'Arno)
Rosano è una frazione del comune di Rignano sull'Arno, in provincia di Firenze.
Situata lungo il fiume Arno gravita intorno alla vicina Pontassieve, da cui dista poche centinaia di metri separata dal ponte che porta il nome della frazione. Dagli anni '50 il suddetto ponte è stato l'ultimo attraversamento prima di Firenze fino alla costruzione del Ponte della Nave lungo la strada provinciale 34.

## Storia Naturale
Alla base del Poggio della Mandruzza, che si trova a margine della frazione, vi era una cava di argilla per la produzione del cotto. La Cava Mandruzza fu aperta l'8 Giugno 1963 (come riportato dall'atto pubblico di esercizio di cava) dalla società Fornaci delle Sieci S.p.A. per lavori da svolgere esclusivamente a cielo aperto. Dopo un periodo di sosta i lavori furono ripresi nei bienni 1969-1970 e 1971-1972. L'estrazione cessò definitivamente nel 1972 a causa della scarsa qualità del materiale estratto e della limitata estensione del banco argilloso. Attualmente dei vecchi lavori estrattivi non rimane più nessuna traccia poiché l'intera zona è stata interessata sul finire degli anni '90 del 1900 dell'espansione urbanistica denominata Mandruzza Bassa che ha comportato la realizzazione di edifici ad uso abitativo ed una nuova viabilità stradale.
All'interno della cava sono stati rinvenuti le seguenti specie minerali: barite, calcite, marcasite, pirite.

## Storia
L'abitato si è sviluppato intorno al monastero di Santa Maria a Rosano, che si dice sia stato fondato nell'anno 780 ed è il secondo monastero più antico d'Italia.
Nel 1966 fu protagonista negativa dell'alluvione dell'Arno che il 4 novembre sfiorò, secondo alcune stime, 3.540 m3/s nei pressi dell'abitato.

## Monumenti e luoghi d'interesse
Il Monastero di Rosano ha più volte ospitato Papa Benedetto XVI quando era ancora Cardinale.

## Economia
A monte della frazione di Rosano è presente l'Area Produttiva Molinuzzo, realizzata a partire dalla fine degli anni '60 del 1900 lungo la strada di fondovalle di impianto storico per Castiglionchio e Poggio a Luco, nei terreni ubicati in sinistra idrografica del Fosso di Castiglionchio, là dove questo attraversa lo stretto collo
di bottiglia che collega il suo bacino idrografico alle rive dell’Arno. È costituita da una serie di edifici allineati lungo strada che ospitano importanti aziende operanti nei settori del commercio all'ingrosso, cartotecnica, depurazione acque, illuminazione, pelletteria, produzione di attrezzature per la ristorazione, tipografia e trasporti locali.